# تیم ملی هندبال عربستان سعودی
تیم ملی هندبال عربستان (انگلیسی: Saudi Arabia national handball team) نمایندهٔ کشور عربستان در مسابقات بین‌المللی ورزش هندبال است.